# Ордины
Ордины — дворянский род.
Определением Правительствующего Сената от 17 октября 1872 года, действительный статский советник, в звании камергера Высочайшего Двора, Кесарь Филиппов Ордин, по личным заслугам признан в потомственном дворянском достоинстве, с правом на внесение в третью часть дворянской родословной книги вместе с сыновьями: Борисом, Сергеем и Георгием. 

## Описание герба
В лазоревом щите серебряное стропило. В золотой главе щита чёрная змея с червлеными глазами и жалом, обращенная вправо.
Над щитом дворянский шлем с короной. Нашлемник: чёрный орел с золотыми глазами, клювом и языком, с поднятым правым и опущенным левым крыльями. Намет: справа — лазоревый с серебром, слева — чёрный с золотом. Герб Ордина внесен в Часть 13 Общего гербовника дворянских родов Всероссийской империи, стр. 131.